# Конституція III року

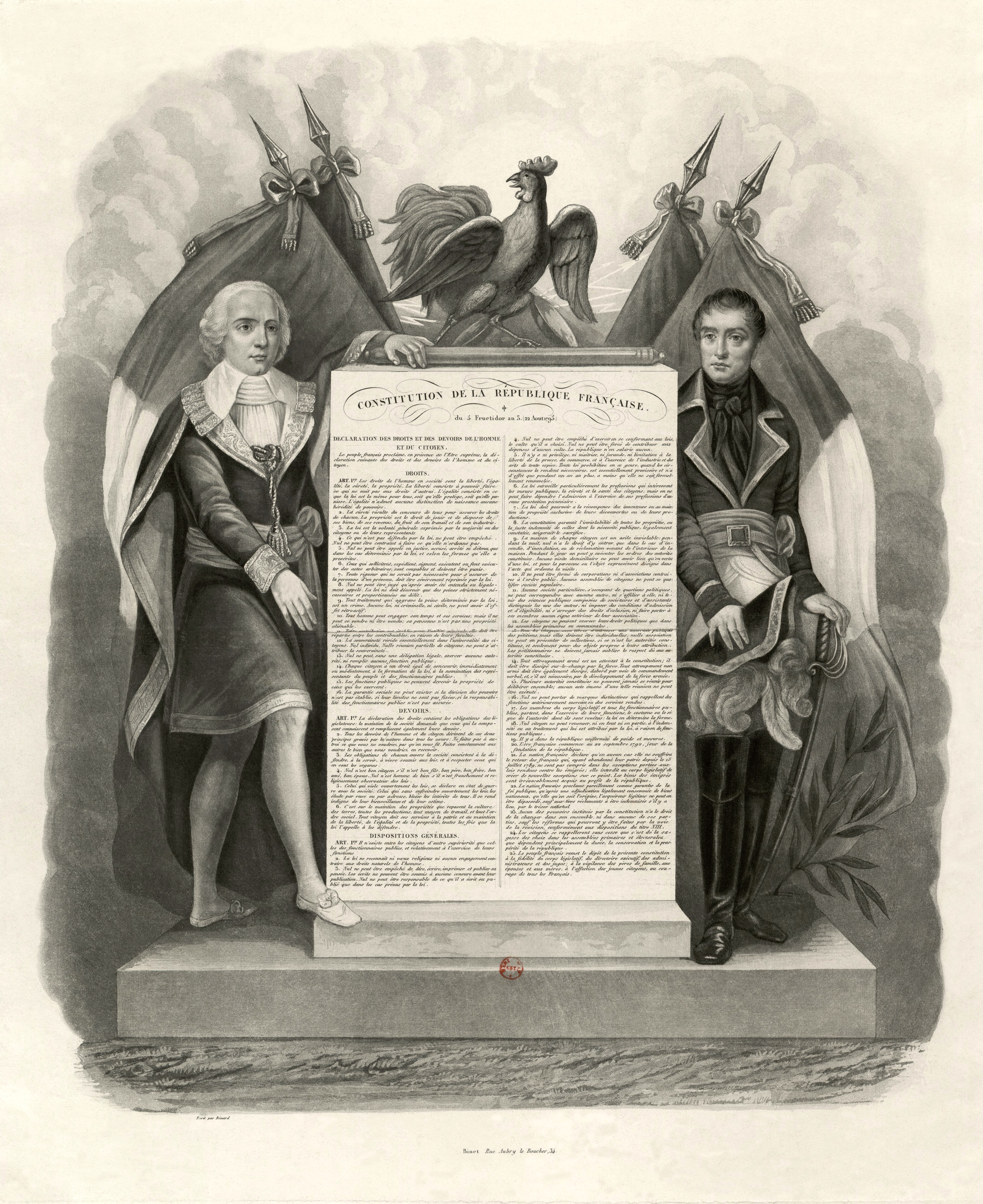

Конституція III року (фр. Constitution de l'an III) — французька конституція, ухвалена Конвентом 22 серпня 1795 року (5 фрюктидора III року за французьким революційним календарем) внаслідок Термідоріанського перевороту
Попередня конституція будучи прийнята народом, не виконувалася належним чином. Перш ніж розійтися, конвент прийняв нову конституцію, що отримала назву конституція III року. На нову конституцію вплинули попередні події, які змусили конвент виключити з «декларації прав» право опору і доповнити її декількома параграфами про обов'язки громадян, переважно морального характеру. Хоча в принципі конституція III року і висловилася за загальну подачу голосів, вона повертається до подвійної системи виборів 1791 року. Бажаючи уникнути повторення тиранії з боку національного представництва, укладачі конституції III року розділили його на 2 палати - Рада п'ятисот і Рада старійшин (з 250 членів): перша пропонувала закони, друга їх затверджувала. Виконавча влада доручалася Директорії, що складалася з п'яти членів; вакансія, яка щорічно відкривалася внаслідок виходу одного з членів (за жеребом), заміщалася радою старійшин, з числа 10 кандидатів, представлених радою п'ятсот. Директорія мала право тимчасово звільняти з посади або зміщувати виборні місцеві влади і призначати біля них, для контролю, комісарів. Депутати не могли бути міністрами. Директорія не мала ніякого впливу на законодавство і не могла розпускати або відстрочувати засідання палат, так само, як і останні не мали права скидати директорів.